# Hijs Hokij Den Haag
Hijs Hokij Den Haag is een Nederlandse ijshockeyclub uit Den Haag en tevens de oudste ijshockeyclub van Nederland. De thuiswedstrijden van de club worden gespeeld in De Uithof. Hijs Hokij komt uit in de BeNe League, het hoogste niveau van Nederland en België. 
In 1937 werd de eerste overdekte ijsbaan van Nederland geopend, de Hokij. De club won in de jaren zestig vijf landstitels op rij. De volgende decennia speelde Hijs Hokij soms in lagere divisies, maar na 2008 werd de club weer succesvoller met beker- en landstitels tot gevolg.

## Geschiedenis

### De oprichting
Op 16 april 1933 wordt er in Den Haag een algemene ledenvergadering gehouden met als doel een ijshockey- en hockeyvereniging op te richten. Het initiatief kwam van een groep ijshockeyers die ook aan hockey deden. Op 25 april werd er een aanvraag ingediend voor een Koninklijk goedkeuren, dit komt er op 19 mei 1933.
Op 18 september 1936 vindt er een statutenwijziging plaats, deze moeten namelijk worden gewijzigd in verband met artikel 9 van de Nederlandse IJshockey Bond (N.IJ.B), deze staan de combinatie van land- en ijshockey niet toe. Deze wijziging wordt op 13 oktober bij Koninklijk Besluit goedgekeurd door de officier van justitie.

### De jaren dertig
Op 28 januari 1933 spelen de Haags Lyceum scholieren (H.L.C.) om de Louis Bijvoet beker en weten deze te winnen. In ditzelfde jaar gaat H.L.C. over in de H.H.IJ.C. Het daarop volgende jaar weet H.H.IJ.C. de Louis Bijvoet beker weer te winnen (H.H.IJ.C. had drie teams ingeschreven). In dit jaar wordt ook de eerste internationale wedstrijd gespeeld door het Nederlands team, dit gebeurt in een wedstrijd tegen België. Na proefwedstrijden worden negen spelers uit Den Haag geselecteerd. Voor de hockeyafdeling van deze club, zie: HHIJC.
In 1934 wordt de Nederlandse IJshockey Bond opgericht. H.H.IJ.C. is een van de drie leden, de andere leden waren: de Amsterdamse IJshockeyclub (AIJHC) en de Tilburgse IJssportclub (TIJSC). In 1936 wordt Blue Six opgericht, dit is een combinatie van Amsterdam en Den Haag en doen mee aan de Coupe Interville. Het jaar erop wordt gespeeld in de Noord-West-Europa Cup (Lippens Cup) en Blue Six eindigt hierin als derde.
In het seizoen 1937-1938 worden de Houtrusthallen geopend, een complex dat lange tijd de thuishaven is van de Haagsche ijshockeyers. In dit seizoen wordt ook de eerste NIJB-beker gewonnen en wordt H.H.IJ.C. vierde in de West-Europa Cup. Het seizoen 1938-1939 was waarschijnlijk nóg beter, want H.H.IJ.C. speelt mee om de West-Europa Cup en wordt hier ongeslagen kampioen. H.H.IJ.C. speelt in 1940 zijn wedstrijden in Tilburg en Amsterdam omdat de Hoky geen ijs heeft dit jaar. Blue Six speelt verder om de Zilveren Molen en wint deze.

### De naoorlogse jaren

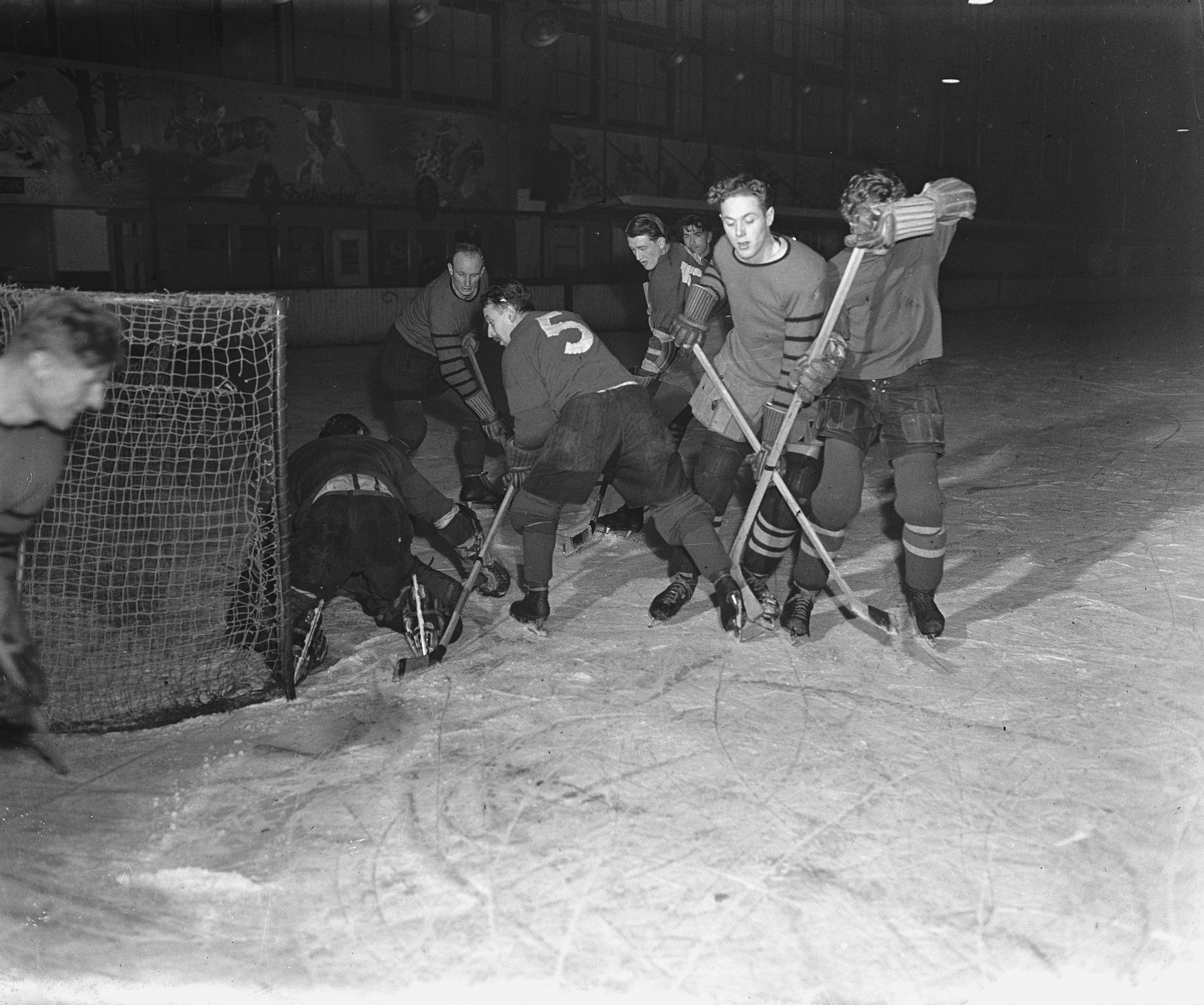
IJsvogels tegen HHIJC in 1946

Na de bevrijding herbouwen Canadezen de ijsbaan voor eigen gebruik. Het ijshockey wordt weer langzaam opgestart met o.a. een (gewonnen) toernooi in Tilburg en vier wedstrijden in de Nederlandse competitie (editie 1945-1946) die voor het eerst wordt gewonnen. Daarnaast is er een aantal wedstrijden met en tegen het leger. In 1946-1947 heeft H.H.IJ.C. drie teams in de Nederlandse competities. H.H.IJ.C. en T.IJ.S.C. eindigen hierin gelijk, TIJSC wordt kampioen. In de 2e divisie worden de Pinguins (de tweede club uit Den Haag) wel kampioen. Op 15 oktober 1947 fuseren de Pinguins met H.H.IJ.C., waardoor er twee teams van H.H.IJ.C. meedoen in de competitie van 1947-1948. H.H.IJ.C.1 wordt Nederlands kampioen en H.H.IJ.C.2 wordt derde.

### De bloeiperiode
In 1949 én 1950 wint H.H.IJ.C. de West-Europa Cup voor de tweede en derde keer, ook wordt in 1949 het toernooi om de Barbanson Beker in Brussel gewonnen. Van 1958 tot 1963 levert Den Haag alle spelers aan het Nederlandse team. In deze tijd worden onder andere een WK-B gehouden in Colorado Springs en Denver, waarin Nederland vierde wordt en een WK-C in Stockholm waar de vijfde plaats behaald wordt.
In 1963 speelt de HIJS HOKY de International Cup (West-Europa Cup) en wint deze, daarnaast wordt gespeeld om de Westfalen Bokaal in Dortmund en ook deze wordt gewonnen.
In 1964 speelt HIJS HOKY 30 wedstrijden, waarvan 10 uit, en blijft ongeslagen. Onder die 30 wedstrijden zitten ook de wedstrijden voor de Coupe der Lage Landen (CCL) waarvan de finale op 17 oktober 1964 gespeeld wordt. Van 1965-1969 wordt HIJS HOKY vijf opeenvolgende jaren kampioen in de Nederlandse 1e en 2e divisie, in 1968 ook nog kampioen in de 3e divisie.

### Einde van een dynastie

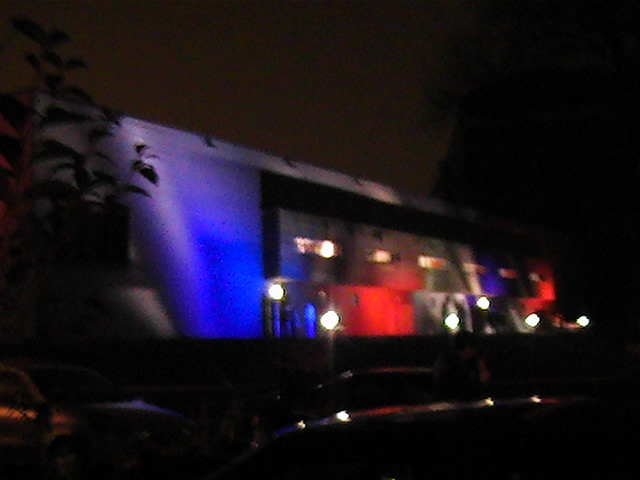
De Uithof

Helaas voor de Haagsche supporters was de glorietijd hiermee geëindigd.
Vanaf de jaren zeventig neemt HIJS onder diverse (sponsor)namen deel in de competitie, zoals HIJS Simca Van der Gun, HIJS Veronica (538), HIJS Intervam, HIJS Canadien Club, HIJS 80, HIJS Nikon Stars en HIJS Groenewegen Meubelen. In de periode 1972-1975 was er een concurrerende club uit Den Haag, Raak IJshockey (het laatste jaar als Duyvenstein Wintersport). Er werd lange tijd geen prijzen meer gewonnen.
In 1996 was er de fusie tussen HIJS en HOKY Uithof. De nieuwe naam wordt HIJS HOKY Wolves. Na een aantal jaren van wisselend resultaat stonden er opnieuw mensen op om het eerste team succesvol te laten zijn. In 2003 gaat Kalisvaart Wolves in de 1e divisie spelen, waarin het in 2004 (in de reguliere competitie) ongeslagen kampioen wordt.

### Terugkeer in de eredivisie
In 2005 keert de club terug in de eredivisie, onder de naam Skoda Duindam Wolves. Dit werd echter geen succes, de Wolves eindigde als laatste in zowel de beker- als de reguliere competitie in 2005 en 2006. In 2007 verandert het management, met name  Rene van der Kooij als aanjager. Er wordt een nieuwe start gemaakt met HIJS Calco Wolves, waarin de oude naam HIJS voor het eerst weer gebruikt wordt. Dit seizoen was ondanks de magere resultaten een prima start van iets wat veel mooier ging worden. Andre Janssen werd door Rene van der Kooij binnen gehaald en die samenwerking werd een groot succes.
In 2008 wordt de halve finale van de play-offs van zowel de bekercompetitie als het landskampioenschap behaald, beide gaan verloren tegen Heerenveen. In 2008 wordt de naam veranderd, nu (zonder sponsornaam) naar HYS The Hague.
In 2008-2009 wordt coach Brian de Bruyn binnen gehaald en het achtste landskampioenschap behaalt, het eerste landskampioenschap sinds 40 jaar. Sinds het seizoen 2009-2010 is Gary Prior trainer van HYS wederom door GM Rene van der Kooij gecontracteerd . In seizoen 2010-2011 wordt de club voor de negende keer Nederlands ijshockeykampioen. Den Haag won het vijfde finaleduel (in een best-of-7) tegen Destil Trappers Tilburg (5-4) en bracht daarmee de eindstand in de playoffs op 4-1. 
HYS leefde weer, had inmiddels circa 100 vrijwilligers en de Uithof zat vol. Het was ook aan Rene van der Kooij te danken dat de horeca naar HYS toe ging waardoor er nog meer inkomstenstromen binnen kwamen. Na 5 mooie jaren stopt Rene van der Kooij en ging Andre Janssen, die de club op financieel vlak enorm heeft geholpen, alleen verder.

### De nieuwe hoogtijdagen
In het seizoen 2011-2012 werd voor de tweede keer sinds het begin van ijshockey in Den Haag de nationale beker binnengehaald. Deze prijs werd opgedragen aan 'playing coach' Alexander Selivanov, die eerder dat seizoen zijn vrouw verloor na een lange, slepende ziekte. Aan de play-offs om de nationale titel werd goed begonnen, want het team kwam zonder al te veel kleerscheuren in de finale. In deze finale kwam HYS The Hague het team Ruijters Eaters Geleen tegen. Deze finale werd op dramatische wijze gewonnen door Geleen, door in de allerlaatste wedstrijd HYS - in Den Haag - te verslaan met 1-7. Voor deze wedstrijd wonnen beide teams juist elk hun eigen thuiswedstrijd. Alhoewel het team niet het landskampioenschap had gewonnen, werd het team onder luid applaus onthaald bij de seizoensafsluiting voor de supporters. Selivanov werd geëerd met een gigantische poster van hemzelf. Zijn shirt, die zoals elk shirt geveild werd, leverde uiteindelijk meer dan €500 euro op, en werd aan Selivanov zelf gedoneerd, als blijk van dank.
Het seizoen 2012-2013 werd 'geopend' met de wedstrijd om de Ron Bertelingschaal (de supercup van het ijshockey) welke The Hague, na een 3-2-overwinning (na verlenging) op Ruijters Eaters uit Geleen, won. Het seizoen werd afgesloten met de tiende landstitel in de geschiedenis van de club. Het team van coach Alexander Selivanov was in een "best-of-5 serie" met 3-0 te sterk voor Destil Trappers Tilburg. De derde en beslissende overwinning werd in een met 2.500 enthousiaste fans bezette Uithof geboekt: 5-4.
Het seizoen 2013-2014 werd zoals gebruikelijk geopend met de wedstrijd om de Ron Bertelingschaal. Deze werd gewonnen door HYS The Hague, de score werd uiteindelijk 2-3 voor Den Haag, dat in Tilburg van het plaatselijke team won. Dit bleek uiteindelijk de enige 'grote prijs' die het Haagse team zou winnen. In de nationale Beker ging het team in 3 wedstrijden redelijk kansloos onderuit tegen de latere winnaar Tilburg. Ook de nationale titel ging naar Tilburg, terwijl Den Haag na een wonder nog de finale had gehaald. In de halve finale om de titel moest HYS het namelijk opnemen tegen Friesland Flyers, die in de 'best-of-seven'-serie na drie wedstrijden al op een 3-0 voorsprong stond. Den Haag haalde vervolgens een truc a la Houdini uit, om de serie vervolgens met 4-3 te winnen van Heerenveen. In de finale was Tilburg dus de tegenstander, die de serie in uiteindelijk 6 wedstrijden won.

### Het team na 2014
In het seizoen 2013-2014 was HYS The Hague nog verliezend finalist, echter het geloof in een nieuw seizoen zakte in. Na problemen met bestuur, sponsors en het stadion, kwam het nieuws naar buiten dat De Uithof, de locatie waar HYS de laatste jaren speelde, in financiële nood zat. Na onderhandelingen met het stadsbestuur van Den Haag, kon De Uithof doorgaan, samen met de stichting die alle divisies onder de hoede had. 
Voor de hoofdmacht, HYS The Hague, betekende dat dit nieuws te laat kwam. Na het verstrijken van de deadline om het team aan te melden voor de Eredivisie, kwam het nieuws dat het bestuur officieel was gestopt. Dit, samen met het feit dat het al jaren lastig was om sponsors te werven, maakte het besluit dat HYS The Hague het nieuwe seizoen 2014-2015 niet zou deelnemen aan de eredivisie.

### BeNe League
In het seizoen 2015/16 is de BeNe-league ijshockey van start gegaan, georganiseerd door de KBIJF en de NIJB. Deze verving daarmee respectievelijk de Belgische Elite league en de Eredivisie ijshockey als hoogste divisie in beide landen. In deze competitie wordt behalve om de competitietitel ook gestreden om de landstitel in beide landen. 
Bij de oprichting van de Nederlandse/Belgische BeNe leaque was Hijs Hokij Den Haag weer op het hoogste niveau terug.
Er kwam een nieuwe Trainer/Coach Chris EIMERS voor dit team. Seizoen 2015-2016 bereikte Den Haag de halve finale, seizoen 2016-2017 was Den Haag
verliezend finalist.
Het seizoen 2017-2018 werd er geschiedenis geschreven met de 'Triple' Den Haag won de beker van Nederland, 
werden kampioen van Nederland en kampioen van de BeNe-League.
Het seizoen 2019-2020 werd ‘geopend’ met de wedstrijd om de Ron Bertelingschaal in de Uithof (de supercup van het ijshockey) welke door Hijs Hokij Den Haag, na een 4-3-overwinning (na verlenging) opn werd gewonnen.

### Central European Hockey League
In het seizoen 2024-2025 is de https://www.cehl.eu/ van start gegaan. Georganiseerd door de KBIJF en NIJB. Deze heeft de BeNe League vervangen en zijn er 4 Belgische teams, 3 Nederlandse teams en 2 Duitse teams die spelen om de CEHL titel en CEHL beker.

## Selectie 2024-2025[1]
| #  | Naam                   | Pos. | Nationaliteit |
| -- | ---------------------- | ---- | ------------- |
| 24 | Cas Neuman             | GK   | Nederland     |
| 33 | Brett Magnus           | GK   | Canada        |
| 10 | Mike van Oeveren       | D    | Nederland     |
| 21 | Wesley de Bruijn       | D    | Nederland     |
| 25 | Eric Backman           | D    | Zweden        |
| 44 | Jordy van Oorschot     | D    | Nederland     |
| 61 | Morris Hols            | D    | Nederland     |
| 91 | Ernesto Klem           | D    | Nederland     |
| 3  | Joey Oosterveld        | F    | Nederland     |
| 5  | Tommy van Zweden       | F    | Nederland     |
| 8  | Nick Verschuren        | F    | Nederland     |
| 12 | Marco Bommezijn        | F    | Nederland     |
| 13 | Raymond van der Schuit | F    | Nederland     |
| 14 | Justin Evers           | F    | Nederland     |
| 19 | Joy Turpijn            | F    | Nederland     |
| 20 | Dani van Schilt        | F    | Nederland     |
| 22 | Tobie Collard          | F    | Nederland     |
| 23 | Matias Mustonen        | F    | Finland       |
| 26 | Donovan de Zwart       | F    | Nederland     |

## Prijzenkast
- Kampioen van Nederland - 13×
- BeNe League - 1×
- Beker van Nederland - 7×
- Ron Berteling schaal - 7x